# 一の宮公園
一の宮公園（いちのみやこうえん）は、香川県観音寺市の都市公園。一の宮海岸に隣接する地区公園である。開設面積4.1ha。1989年（平成元年）4月1日開設。

## 概要

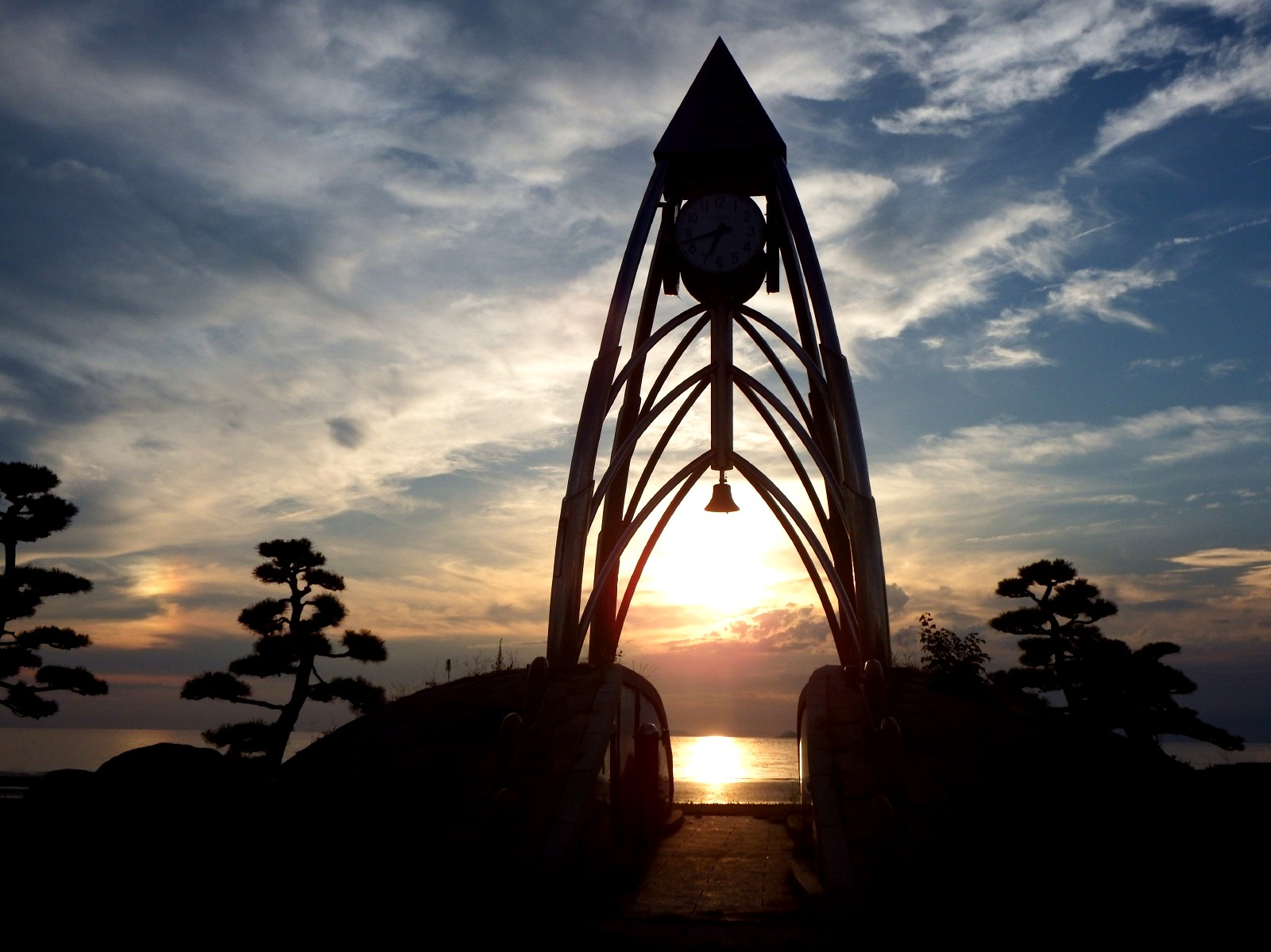
ドリームタワー

園内には遊具広場、キャンプ場、テニスコート、ソフトボールグラウンドなどがある。また、「恋人の聖地」に認定されていて、芝生広場には「一の宮ドリームタワー」があり、これは一の宮海岸から宇宙に向け飛び立つロケットをイメージしている。また、この鐘をならすと、幸せになれるといわれている。
「アートのまち観音寺」をPRするためイサム・ノグチがデザインした遊具が設置してある。
- 芝生広場
- 野外ステージ
- 海の広場
- ビーチハウス
- 自由広場
- ゲートボール場
- テニスコート
- キャンプ場

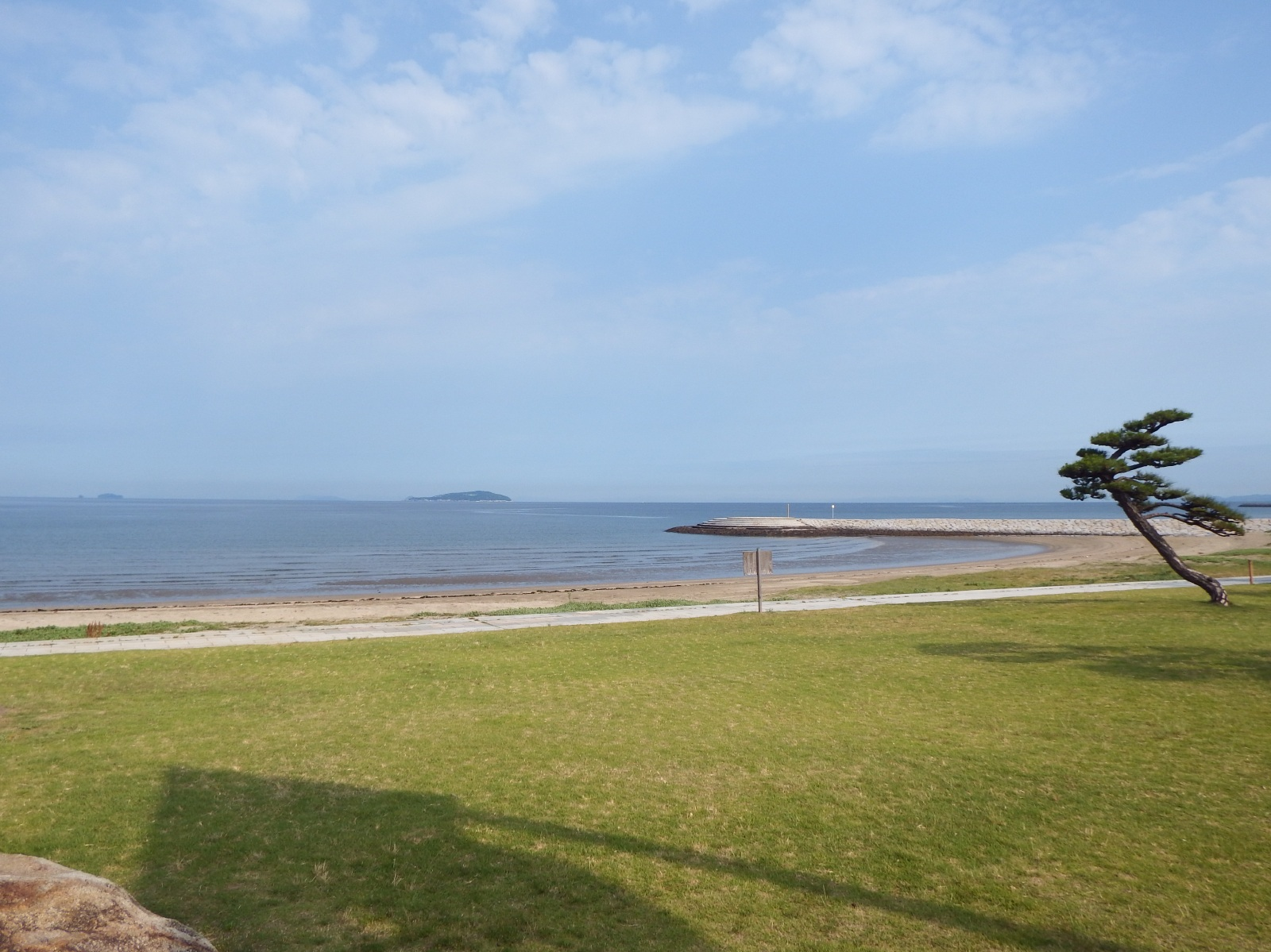
一の宮海岸

- 一の宮海岸：平成4年度より11年度まで海岸環境整備事業で施行。南北279mと150mの突堤で囲まれ467.5mの護岸30890平方ｍ。

## 交通
- JR観音寺駅からタクシーで10分（約6km）
- JR豊浜駅から徒歩12分（約1km）
- 高松自動車道大野原ICから車で3分（約2km）

## 周辺

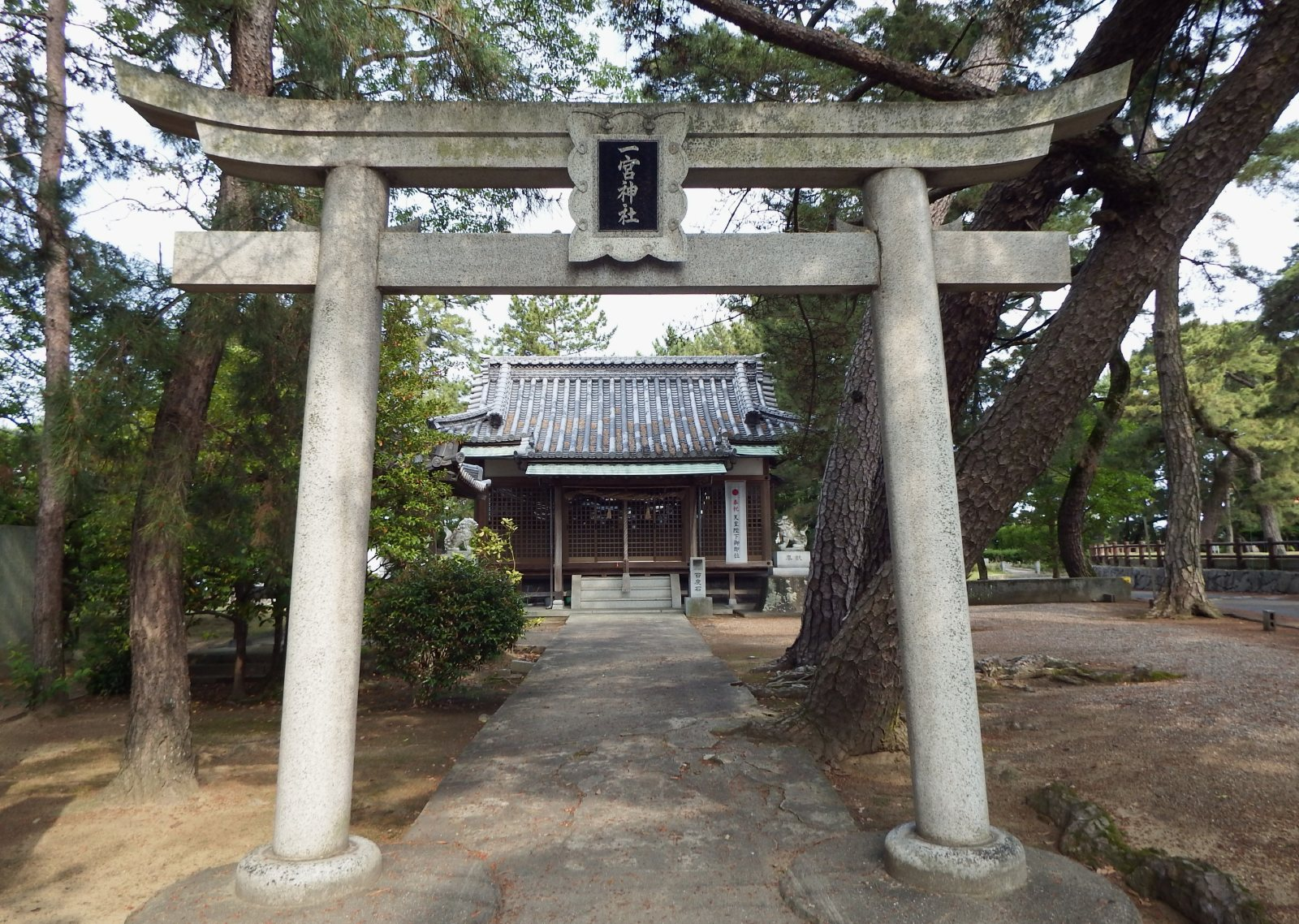
一宮神社

- 一宮神社[2]

観音寺市豊浜町姫浜156番地
祭神 ： 猿田彦命
摂末社：海亀神社